# Frances O'Connor (artista de circo)
Frances Belle O’Connor (Granite Falls, Minnesota, 8 de septiembre de 1914-Long Beach, California, 30 de enero de 1982) fue una artista circense estadounidense. 

## Trayectoria
Era hija de un minero y tenía dos hermanos menores. Nació sin brazos y desde mediados de los años 1920 hasta mediados de los 1940 ganó su vida apareciendo en numerosos circos ambulantes como el «milagro sin brazos» o la Venus de Milo viviente. Utilizaba sus pies para comer, beber o fumar un cigarro. También tejía y cosía como pasatiempo. 
Emma O'Connor (de soltera Fredickson, 1890-1979), la madre de Frances se ocupaba de la carrera de su hija.
O’Connor obtuvo un papel en la película Freaks (1932), dirigida por Tod Browning. La película cuenta la historia de un grupo de artistas circenses deformes. 
No se casó. En 1940, junto a su madre se instaló en Long Beach, donde falleció a la edad de 67 años.